# Maarten Tromp

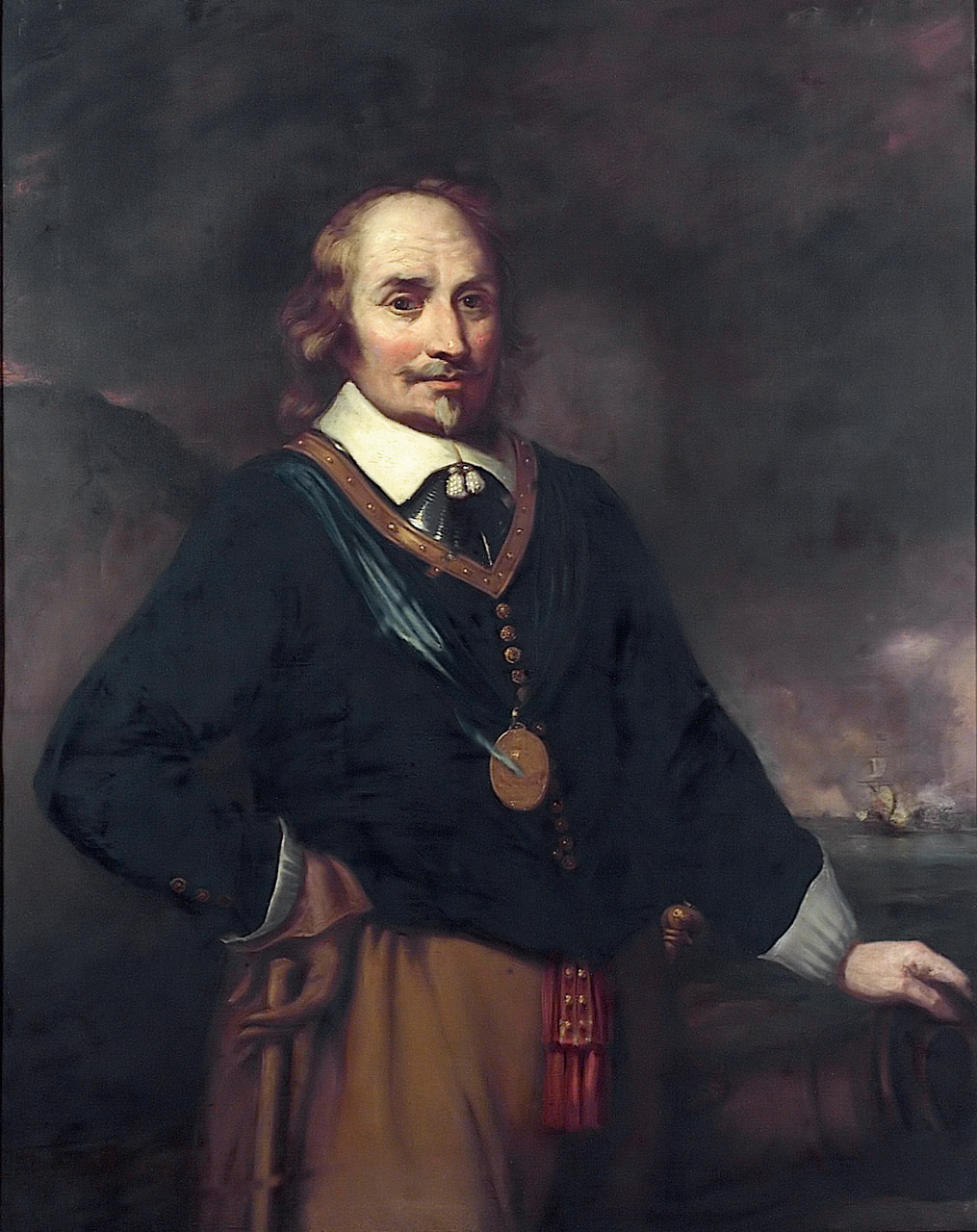
Maarten Harpertszoon Tromp, Gemälde von Jan Lievensz.
Tromps Unterschrift:

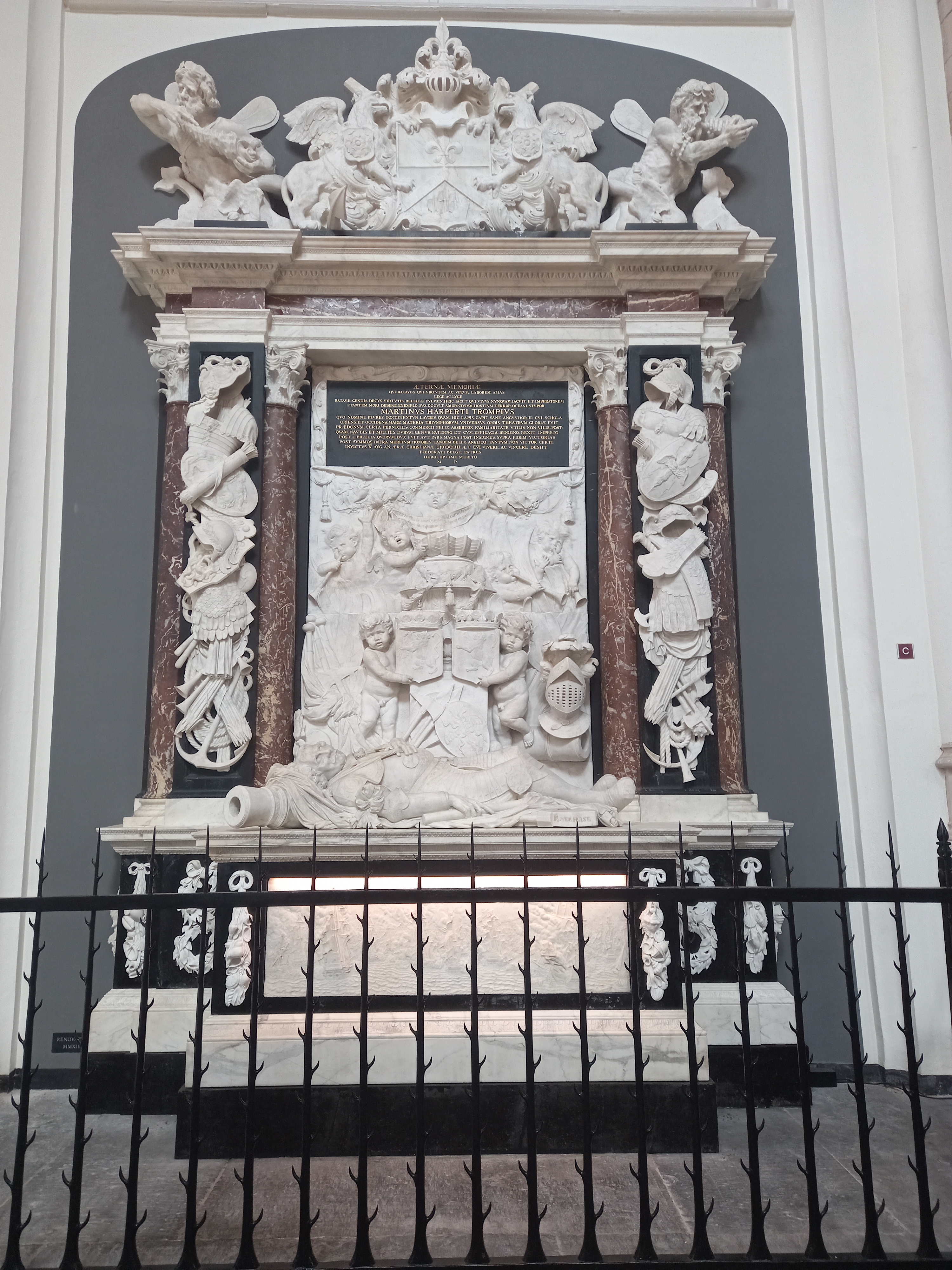
Das Grab von Maarten Tromp in Oude Kerk (Delft)

Maarten Harpertszoon Tromp (* 23. April 1598 in Den Briel; † 10. August 1653, gefallen in der Seeschlacht bei Scheveningen) war ein bedeutender Admiral der Niederlande.

## Kindheit und Jugend
Geboren als Sohn eines Offiziers und einer Wäscherin ging Tromp im Alter von neun Jahren zusammen mit seinem Vater zur See, um an der Schlacht bei Gibraltar teilzunehmen, bei der die spanische Flotte besiegt wurde. Mit zwölf Jahren befuhr er ein Handelsschiff, das auf dem Weg nach Afrika von dem englischen Piraten Peter Easton aufgebracht wurde. Sein Vater wurde dabei getötet, und der Legende nach sammelte Maarten Tromp die Mannschaft, indem er ausrief: „Wollt ihr nicht den Tod meines Vaters rächen?“ Aber die Piraten verkauften ihn auf einem Sklavenmarkt in Salé. Zwei Jahre später veranlasste Easton aus Mitleid seinen Rückkauf. Nunmehr freigelassen, arbeitete Tromp auf einer Rotterdamer Schiffswerft, um seine Mutter und seine drei Schwestern zu unterstützen.
Im Alter von 19 Jahren ging er erneut zur See und wurde drei Jahre später wieder von Piraten, diesmal Barbaresken, gefangen genommen. Als Sklave bis zu seinem 25. Lebensjahr gefangen gehalten, konnte er den Bey von Tunis dermaßen als Schütze und Navigator beeindrucken, dass dieser ihn frei ließ.

## In der Marine
1621 trat er im Rang eines Leutnants in die niederländische Marine ein. Für Piet Pieterszoon Heyn war er Flaggoffizier auf der Vlieghende Groene Draeck. Im Kampf gegen Kaperer aus Dünkirchen fiel Heyn. Tromp verließ für einige Jahre die Marine, wurde aber 1637 zum Admiralsleutnant von Holland und West-Friesland ernannt. Formell unterstand er Admiral Friedrich Heinrich von Oranien, war aber praktisch Oberbefehlshaber der niederländischen Marine, da die Statthalter nicht mit der Flotte mitfuhren. Hauptanliegen war für Tromp zu der Zeit die Blockade des Freibeuterhafens von Dünkirchen.
Im September und Oktober 1639 – also während des Achtzigjährigen Krieges, des Freiheitskampfes der Niederlande von der spanischen Krone – besiegte Tromps Flotte die spanische unter Antonio de Oquendo, die auf dem Weg nach Flandern war, in der Seeschlacht bei den Downs. Dabei wendete er erstmals eine Taktik an, seine Schiffe in einer Linie am Feind vorbeiziehen zu lassen. Aus dieser Taktik entstand später die Linienschifftaktik, noch bis zum Ersten Weltkrieg wurde sie erfolgreich angewendet (s. Skagerrakschlacht).
Im August 1646 blockierte er mit einigen Schiffen das von den Franzosen belagerte Fort Madyck bei Dünkirchen. 

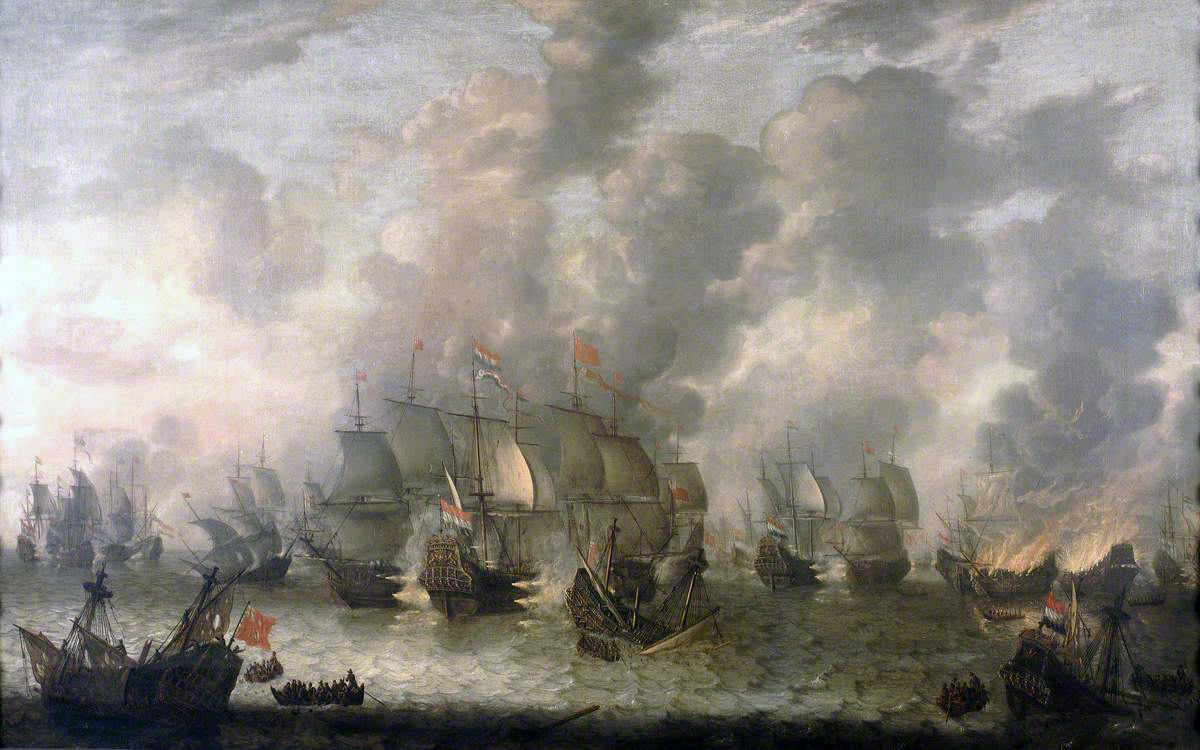
Schlacht von Scheveningen, Gemälde von Jan Abrahamszoon Beerstraten (1654)

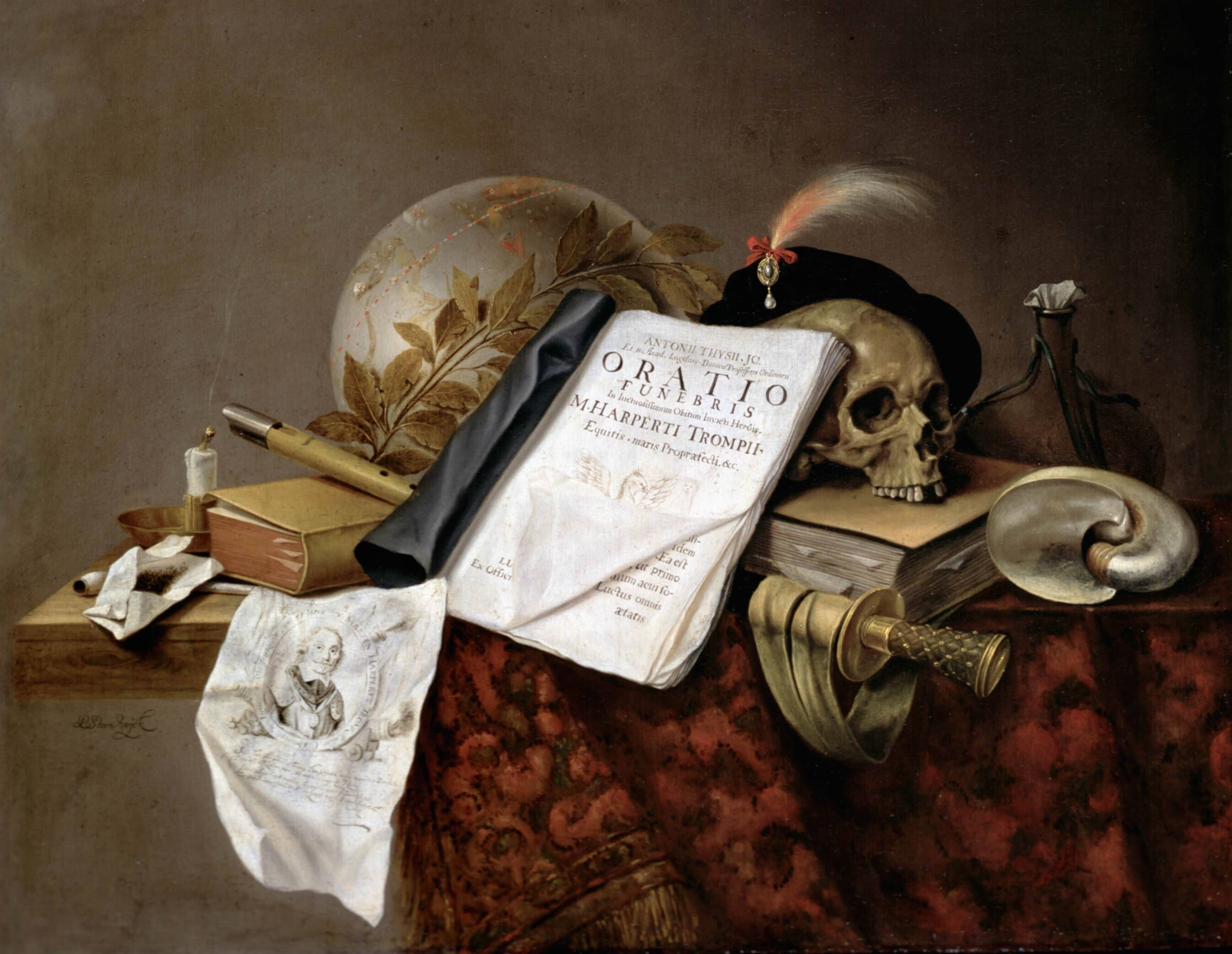
Vanitas-Stillleben auf den Tod von Maarten Tromp mit Symbolen auf sein Lebenswerk

Im Ersten Englisch-Niederländischen Seekrieg 1652–1653 befehligte Tromp die niederländische Marine auf seinem Flaggschiff Brederode in der Seeschlacht bei Dungeness (niederländisch: Slag bij de Singels), der Seeschlacht bei Portland (ndl.: Driedaagse Zeeslag), der Seeschlacht bei Gabbard (ndl.: Zeeslag bij Nieuwpoort) und der Seeschlacht bei Scheveningen (ndl.: Slag bij Ter Heijde). Da die Niederlande ihre Kriegsflotte nach dem Friedensschluss mit Spanien 1648 durch Einsparungen stark geschwächt hatten, waren sie gegenüber den Engländern während des gesamten Krieges strukturell im Nachteil. „Nur den überragenden seemännischen Fähigkeiten Admiral Tromps war es zu verdanken, dass die niederländische Kriegsflotte nicht völlig vernichtet wurde“ (Christoph Driessen). In der letzten Schlacht des Krieges wurde Tromp von einem englischen Scharfschützen tödlich getroffen.
Maarten Tromp war bei den Seeleuten so beliebt, dass er von ihnen den Beinamen „Bestevaêr“ = Großvater erhielt. Dieses mittelniederländische Wort gilt noch heute als Ehrentitel für einen alten, besonders bewährten Kapitän oder Admiral.

## Familie
Tromp war mehrfach verheiratet. Zunächst seit dem 24. April 1624 mit Dina Cornelisdr. de Haes (1599–1633). Das Paar hatte folgende Kinder:
- Harper Maartensz. (* 1627)
- Cornelis (* 9. September 1629; † 29. Mai 1691), Admiral

Danach heiratete er am 12. September 1634 Alyda Arckenbout (* 3. Mai 1602; † ?). Das Paar hatte ein Kind:
- Alida (* 16. Januar 1637; † 12. März 1701) ⚭ Johan Kievit, Jurist und Politiker.

Seine dritte Frau wurde Cornelia Teding van Berkhout (* 5. Oktober 1614; † 12. Oktober 1680). Das Paar hatte folgende Kinder:
- Margaretha Maartensdr (* 1641)
- Adriaen Maartensz (* 1642/1643)
- Johanna Maria Maartensdr (* 1644)
- Dyna Cornelia Maartensdr (* 8. Oktober 1650; † ?)
- Maerten Maertensz (* 3. Juli 1652; † ?)
- Maerten Herpertsz (* 31. Dezember 1653; † 14. September 1682)

Maarten Tromp führte eine Verwandtschaft zum holländischen Ratspensionär Johan de Witt und dessen Bruder Cornelis.

## Schiffsnamen
Maarten Tromp ist ein Traditionsname in der niederländischen Marine:
- Linienschiff (1777)
- Kanonierschaloupe (1803)
- Linienschiff (1808)
- Linienschiff (1830)
- Schraubendampfschiff (1877)
- Panzerschiff (1904), Maarten Harpertszoon Tromp
- Torpedokreuzer (1937), Tromp nach Vater und Sohn benannt
- Fregatte (1975), Tromp nach Vater und Sohn benannt, Namensgeber der Tromp-Klasse
- Fregatte (2003), Tromp nach Vater und Sohn benannt